# 66-os busz (Budapest)
A budapesti 66-os jelzésű autóbusz a Határ út metróállomás és Soroksár, központi raktárak között közlekedik. A viszonylatot az ArrivaBus Kft. üzemelteti.

## Története
A második világháborút követően a Fővárosi Autóbuszüzem a Boráros tér és a soroksári Vasöntödét között 46-os jelzéssel új buszjáratot kívánt indítani, azonban a XX. Kerületi Tanács a fejlesztést – félve a Pesterzsébetig párhuzamos 23-as busz ritkításától – több esetben is megvétózta. 1954. november 25-én végül a pesterzsébeti Kossuth térről szervezett buszjáratot a FAÜ 66-os jelzéssel. Az autóbusz a Vasöntödétől az Ócsai út – Marx Károly (ma Grassalkovich) út – Dózsa György (ma Helsinki) út – Nagy Sándor (ma Nagysándor József) utca – Vörösmarty utca – Kossuth Lajos tér – Kossuth Lajos utca útvonalon fordult, és a Dózsa György úttól visszafelé azonos útvonalon haladt. Az 1956-os forradalom miatt a közlekedése október 24. és 1957. január 6. között szünetelt. 1958. szeptember 29-én a 66-os buszon is bevezették az ülőkalauzi rendszert. November 3-án 66A jelzésű betétjáratot kapott a Kossuth Lajos tér és Péteri major között, ám időszakos jellege miatt november 24-étől P betűjelzéssel járt. 1959. március 30-án a ferencvárosi üzemek kérésére a két járat útvonalát az Ady Endre utcán keresztül a Határ úti HÉV-végállomásig hosszabbították, azonban a közvetlen, Határ út – Soroksár, Hősök tere közötti (S jelzésű) HÉV-járat 1960. január 4-ei elindulásával útvonaluk visszarövidült. A FAÜ új viszonylatjelzési rendszerének bevezetésével, 1961. július 3-án a Péteri majorhoz közlekedő busz jelzése 66Y lett. 1968. május 2-án a 66-os buszt meghosszabbították a Vörös Október MGTSZ Tanyaközpontig, ezzel egy időben a korábbi rövidebb útvonalán újraindult a 66A. 1968-tól a Dózsa György (ma Helsinki) úti felüljáró építési munkálatai miatt mindhárom buszjárat Pesterzsébet felé a Kossuth Lajos utcán keresztül, az új Erzsébet téri végállomásig közlekedett. 1970 januárjától a 66-os napi négy indulással az Országos Gumiipari Vállalat telephelyéig közlekedett, ugyanekkor a Tanyaközpontig viszonylatot 66A, a vasöntödei betétjáratot 66B jelzéssel látták el. 1975. július 1-jétől a 66-os viszonylat teljes üzemidőben közlekedett, kiváltva a két betétjáratot. 1977-től a 66Y az új viszonylatszámozási-rendszer bevezetésével a 166-os jelzést kapta. Az M3-as metró Kőbánya-Kispestig tartó szakaszának átadásakor átalakult a felszíni buszhálózat, ezért 1980. március 31-én gyorsjárat indult 66-os jelzéssel Kispest, Határ út és Soroksár, Gumiipari Vállalat között a csúcsidőszakokban. 1982 előtt a gyorsjárat útvonala módosult, a Nagykőrösi út helyett a Mártírok útján közlekedett a Határ út és a Kossuth Lajos utca között, a megállókiosztásában ez nem jelentett változást. 1982. július 6-án a pesterzsébeti Kossuth Lajos utca Kispest irányú, illetve a Prieszol József (ma Topánka) utca Csepel irányú egyirányúsítása miatt ismét változott az autóbuszok útvonala. 1984. augusztus 14-étől a gyorsjárat megállt Soroksár felsőnél is. 1984. november 1-jén a 66-os és a 199-es buszjáratot összevonták, útvonala Pesterzsébeten belül is változott, Helsinki út – Határ út – Baross utcai betéréssel közlekedett. 1985. november 22-én az M5-ös autópálya bevezető szakaszának átadásával útvonala ismét megváltozott, az addigi Kossuth Lajos utca – Újlaki utca – Thököly út – Petőfi tér – Pannónia út – Baross utca (/ vissza Álmos utca) – Ady Endre út útvonal helyett a Mártírok útja – Határ út nyomvonalon érte el a kispesti végállomását. 1987. augusztus 28-ától a Prieszol József (ma Topánka) utcai útpálya átadásával az autóbuszok a pesterzsébeti városközpontot mindkét irányban ezen keresztül érték el. 2007. július 1-jétől bizonyos időszakokban a Budapesti Intermodiális Logisztikai Központhoz (BILK) is betért. A BILK-hez betérő járatok 2015. április 1-jétől 66B jelzéssel közlekednek. 2019. április 6-ától a 66-os és a 66B busz nem érinti a Hold utca megállóhelyet. 2021. augusztus 21-étől hétvégente és ünnepnapokon, valamint 2024. február 12-étől munkanapokon 20 óra után az autóbuszokra kizárólag az első ajtón lehet felszállni, ahol a járművezető ellenőrzi az utazási jogosultságot.

## Járművek
A 2008-as paraméterkönyv bevezetése után több alkalommal indul Volvo 7700A típusú busz. 2010. október 10-től megjelentek a Belgiumtól vásárolt Van Hool AG300-as típusú buszok is a vonalon.[forrás?] 2015 novemberéig a BKV Ikarus 280-as és Van Hool AG300 buszai közlekedtek a vonalon. November 1-jétől a viszonylaton hétköznap a VT-Arriva (2021-től ArrivaBus néven) Mercedes-Benz Conecto G, hétvégén a MAN Lion’s City típusú autóbuszai közlekednek. Munkanapokon reggel a BKV új generációs Mercedes szóló buszai is jelen vannak a vonalon.

## Útvonala
| Soroksár, központi raktárak felé |
| Határ út M vá. – Határ út – Mártírok útja – Kossuth Lajos utca – Szent Imre herceg utca – Ferenc utca – Topánka utca – Baross utca – Határ út – Helsinki út – Grassalkovich út – felüljáró – Ócsai út – Soroksár, központi raktárak vá. |
| Határ út felé |
| Soroksár, központi raktárak vá. – Ócsai út – felüljáró – Grassalkovich út – Helsinki út – Határ út – Baross utca – Topánka utca – Szent Erzsébet tér – Kossuth Lajos utca – Mártírok útja – Határ út – Határ út M vá.                   |

## Megállóhelyei
Az átszállási kapcsolatok között az azonos útvonalon közlekedő 66B busz nincs feltüntetve.
| 0  | Határ út M végállomás                  | 35 | 66E, 84E, 89E, 94E, 99, 123, 123A, 142E, 194, 194B, 294E 42, 50, 52 626, 628, 629, 660 1080, 1110       | Autóbusz-állomás, Metróállomás, Shopmark bevásárlóközpont                                    |
| 1  | Mészáros Lőrinc utca                   | 32 | 123, 123A 52                                                                                            |                                                                                              |
| 4  | Nagykőrösi út / Határ út               | 31 | 54, 55, 66E, 84E, 89E, 94E, 123, 123A, 148, 254E, 255E, 294E 3, 52                                      |                                                                                              |
| 6  | Mártírok útja / Határ út               | 29 | 123, 123A, 148 3, 52                                                                                    |                                                                                              |
| 7  | Szigligeti utca                        | 27 | 123, 123A, 148                                                                                          |                                                                                              |
| 8  | Kossuth Lajos utca / Mártírok útja     | 26 | 123, 123A, 148                                                                                          |                                                                                              |
| 10 | Tátra tér                              | 24 | 148, 224, 224E 2B, 51, 52                                                                               | Piac                                                                                         |
| 11 | Szent Erzsébet tér                     | 23 | 35, 148, 224                                                                                            | Budapest-Pestszenterzsébeti Szent Erzsébet Főplébánia                                        |
| 13 | Ady Endre utca (Topánka utca)          | 22 | 35, 119, 148, 166, 223E, 224, 224E 2B, 51, 52                                                           | MOL benzinkút, Gaál Imre Galéria                                                             |
| 14 | Pesterzsébet, városközpont             | 20 | 35, 66E, 119, 148, 166, 223E, 224, 224E                                                                 | Pesterzsébeti Polgármesteri Hivatal, Penny Market, Interspar hipermarket, McDonald’s étterem |
| 16 | János utca                             | 18 | 223E | Nagy László Általános Iskola és Gimnázium, Spar áruház                                       |
| 17 | Határ út (↓) Baross utca (↑)           | 17 | 119, 166, 223E 2B, 3, 51                                                                                |                                                                                              |
| 19 | Pesterzsébet felső H                   | 16 | 224, 224E 626, 627, 628, 629, 630, 631, 632, 635, 636, 650, 653, 654, 655, 659, 660, 661 1080, 1110     | HÉV-állomás, Gubacsi úti lakótelep                                                           |
| 20 | Csepeli átjáró                         | 15 | 119, 151, 166                                                                                           | Pesterzsébeti Sós-jódos Gyógy- és Strandfürdő                                                |
| 21 | Pesterzsébet vasútállomás              | 13 | 119, 151, 166 630, 631, 632, 635, 636, 650, 653, 654, 655, 659, 661                                     | Pesterzsébet, Pesterzsébeti Jégcsarnok, Pesterzsébeti Uszoda                                 |
| 23 | Torontál utca H                        | 11 | 66E, 166                                                                                                | HÉV-állomás                                                                                  |
| 25 | Festékgyár                             | 9  | 66E, 166 627, 630, 631, 632, 635, 636, 650, 653, 654, 655, 659, 661                                     |                                                                                              |
| 26 | Soroksár felső H                       | 8  | 66E, 135, 166                                                                                           | HÉV-állomás                                                                                  |
| 27 | Tárcsás utca                           | 6  | 135, 166                                                                                                |                                                                                              |
| 29 | Soroksár, Hősök tere H                 | 5  | 66E, 135, 166 626, 627, 628, 629, 630, 631, 632, 635, 636, 650, 653, 654, 655, 659, 660, 661 1080, 1110 | HÉV-állomás                                                                                  |
| 31 | Zsellér dűlő                           | 3  | 66E, 135 626, 627, 628, 629, 630, 631, 632, 635, 636                                                    |                                                                                              |
| 32 | Ócsai úti felüljáró                    | 2  | 66E 630, 631, 632, 635, 636                                                                             |                                                                                              |
| 33 | Polimer                                | 1  | 66E |                                                                                              |
| 34 | Soroksár, központi raktárak végállomás | 0  | 66E 626, 627, 628, 629, 630, 631, 632, 635, 636                                                         | Központi raktárak                                                                            |